# Либталь, Маргарита Эмильевна
Маргари́та Эми́льевна Либталь (11 сентября 1889 года, Санкт-Петербург — 20 июля 1959 года, Калининская область) — историк и преподаватель немецкого языка, ученица профессоров Вульфиуса и Тарле, участница «Кружка молодых историков».

## Биография
Маргарита (при крещении — Маргарита Анна Луиза) Либталь родилась в семье Эмиля Фридриха Германа Либталя и его супруги Каролины, прибалтийских немцев, проживавших в Санкт-Петербурге. Училась в Петришуле — немецком училище при соборе Святых Петра и Павла, получив при выпуске золотую медаль. Начала зарабатывать репетиторством ещё в школьные годы. В 1909 году поступила на словесно-историческое отделение Женского педагогического института. В течение 1913—1914 годов сдала экзамены по курсу университета и представила для защиты дипломную работу по теме «Идея/учение о республике у Руссо и Монтескьё». Принимал работу профессор Вульфиус, давший ей высокую оценку. Вульфиус рекомендовал оставить способную слушательницу при кафедре Новой истории института для развития идей дипломной работы. Маргарита Либталь продолжила учёбу, посещая семинары Вульфиуса в альма-матер и на Высших женских курсах, а также посещая семинары ведущих петербургских профессоров-историков Тарле, Гревса, Гримма. Одновременно с учёбой, Маргарита подрабатывала преподаванием истории в частной гимназии Фёдоровой и немецкого языка — в Смольном институте и Тенишевском училище.
В первые революционные годы немецкий язык стал основным источником заработка Маргариты, она преподавала одновременно в своих родных Петришуле (ставшей 4-й трудовой школой), женском пединституте, а также — в Красноармейском учительском институте имени Толмачёва. В 1922 году стала преподавателем Педагогического института имени Герцена — вела курсы немецкого языка и немецкой истории и культуры. Не прекращала и своих занятий историей — посещала семинары профессоров Тарле и Кареева, подготовила серию работ по истории средних веков и Нового времени: «Меровингские короли по „Истории франков“ Григория Турского», «Блаженный Августин и неоплатонизм», «Разбор литературы по Возрождению», «Республика в учении Монтескьё», «Политическая система Руссо», «Общественно-политические интересы французской интеллигенции в XVIII в. (по журналу Мельхиора Грима, по мемуарам и переписке современников)». В эти же годы Маргарита стала активной участницей Кружка молодых историков, объединившего молодых выпускников петроградских учебных заведений — учеников известных академиков и профессоров Платонова, Рождественского, Тарле, Кареева, Вульфиуса и других.
В связи с закрытием с середины 1920-х независимых исторических журналов, новые работы Либталь задерживались к публикации либо вовсе оставались неопубликованными, вследствие чего ей вновь пришлось сделать упор на преподавание немецкого языка. Это позволило ей дважды осуществить длительные командировки в Германию — в 1924 году и в 1928—1929 годах, во второй раз — в течение всего учебного года Маргарита Либталь изучала организацию учебного процесса и библиотечного дела в университетах и школах в Лейпциге и Берлине. Вернувшись осенью 1929 года, она стала свидетелем начала разворачивающегося процесса над ведущими ленинградскими историческими школами, с которыми была тесно связана, процесса, позднее получившего название «Академического дела». После первых арестов членов Кружка молодых историков Либталь сожгла весь свой архив и переписку, связанную с деятельностью кружка, но это не помогло ей избежать ареста, многочасовых допросов и содержания в карцере. Маргарита Либталь была осуждена к 10 годам лагерей, но после года работы на Беломорканале приговор был пересмотрен и заключение заменено 3 годами административной высылки в Карелию.
Маргарита Либталь была трудоустроена в качестве прачки в лагере Беломорканала в Медвежьей Горе в качестве вольнонаёмной, но вскоре общие ленинградские знакомые представили её начальнику бактериологической лаборатории санслужбы лагеря Борису Райкову и он помог ей перевестись к нему лаборантом. В 1934 году Либталь разрешили вернуться в Ленинград, где она продолжила преподавать немецкий язык в университете и ряде других вузов, а также — в отделе кадров Академии Наук. В 1938 году Либталь получила запрет на проживание в Ленинграде, преподавала язык, а также ботанику и зоологию в одной из сельских школ в районе города Бежецка. Навестивший Либталь в 1943 году Райков застал её в доме инвалидов в деревне Лубёнкино, куда Маргарита попала после инсульта почти полностью парализованная. В этом доме инвалидов она провела все оставшиеся годы вплоть до смерти в 1959 году.